# Tyskland i olympiska vinterspelen 2010
Tyskland deltog vid de olympiska vinterspelen 2010 med 152 tävlande i 15 sporter.

## Medaljer

### Guld
- Rodel
  - Herrarnas singel: Felix Loch
  - Damernas singel: Tatjana Hüfner
- Skidskytte
  - Jaktstart damer: Magdalena Neuner
  - Masstart damer: Magdalena Neuner
- Alpin skidåkning
  - Damernas kombination: Maria Riesch
  - Damernas storslalom: Viktoria Rebensburg
  - Damernas slalom: Maria Riesch
- Bob
  - Tvåman, Herrar: André Lange & Kevin Kuske
- Längdskidåkning
  - Damernas sprintstafett: Evi Sachenbacher-Stehle & Claudia Nystad
- Hastighetsåkning på skridskor
  - Damernas lagtempo: Daniela Anschütz-Thoms, Stephanie Beckert, Katrin Mattscherodt, Anni Friesinger-Postma

### Silver
- Skidskytte
  - Sprint damer: Magdalena Neuner
- Rodel
  - Herrarnas singel: David Möller
- Hastighetsåkning på skridskor
  - Damernas 3000 m: Stephanie Beckert
  - Damernas 500 m: Jenny Wolf
  - Damernas 5000 m: Stephanie Beckert
- Längdskidåkning
  - Herrarnas dubbeljakt: Tobias Angerer
  - Herrarnas sprintstafett: Axel Teichmann & Tim Tscharnke
  - 50 km herrar: Axel Teichmann
  - Damernas stafett: Katrin Zeller, Evi Sachenbacher-Stehle, Miriam Gössner, Claudia Nystad
- Skeleton
  - Damer: Kerstin Szymkowiak
- Bob
  - Tvåman, Herrar: Thomas Florschütz & Richard Adjei
- Backhoppning
  - Lagtävling: Michael Neumayer, Martin Schmitt, Michael Uhrmann & Andreas Wank
- Bob
  - Fyrman, Herrar: André Lange, Kevin Kuske, Alexander Rödiger, Martin Putze

### Brons
- Konståkning
  - Paråkning: Aljona Savchenko och Robin Szolkowy
- Rodel
  - Damernas singel: Natalie Geisenberger
  - Dubbel: Patric Leitner & Alexander Resch
- Skeleton
  - Damer: Anja Huber
- Skidskytte
  - Masstart damer: Simone Hauswald
- Nordisk kombination
  - Lagtävling: Tino Edelmann, Johannes Rydzek, Björn Kircheisen & Eric Frenzel
- Skidskytte
  - Damernas stafett: Kati Wilhelm, Simone Hauswald, Martina Beck, Andrea Henkel